# 第38装甲擲弾兵旅団 (ドイツ連邦陸軍)
第38装甲擲弾兵旅団「ザクセン＝アンハルト」（だい38そうこうてきだんへいりょだん、ドイツ語：Panzergrenadierbrigade 38 "Sachsen-Anhalt"）は、ドイツ連邦陸軍の旅団の一つ。第13装甲擲弾兵師団隷下にあり、司令部をヴァイセンフェルスに置き、2002年に解隊した。旅団の部隊はザクセン＝アンハルト州とテューリンゲン州に駐屯していた。

## 歴史
1991年にドイツ民主共和国国家人民軍地上軍(東ドイツ陸軍)第1自動車化狙撃師団を母体に第38郷土防衛旅団が新編される。旅団の愛称には「ザクセン＝アンハルト」が与えられた。1991年内に旅団司令部がヴァイセンフェルスに移転される。1995年に第38装甲擲弾兵旅団に改称された。
1999年に旅団の一部はボスニア・ヘルツェゴビナでの平和安定化部隊（SFOR）に派遣される。旅団が解散される直前の2001年から2002年までにもバルカン諸国に派遣されている。旅団の解散に伴い隷下部隊の第380装甲工兵中隊、第381装甲擲弾兵大隊および第385装甲工兵大隊が解隊された。第383戦車大隊は第12装甲旅団に配転され、同大隊は2007年6月30日に解隊している。旅団は2002年12月20日に正式に解隊される。
旅団の編成は以下のとおりであった。
- 旅団司令部中隊　在ヴァイセンフェルス
- 第381装甲擲弾兵大隊　在バート・フランケンハウゼン/キフホイザー
- 第383戦車大隊　在バート・フランケンハウゼン/キフホイザー
- 第385装甲砲兵大隊　在ヴァイセンフェルス
- 第380装甲工兵中隊　在ヴァイセンフェルス
- 第380装甲偵察中隊　在ゴータ
- 第380駆逐戦車中隊　在ヴァイセンフェルス（1995年まで）

他にも、第381装甲擲弾兵大隊、第384戦車大隊（バート・フランケンハウゼン）および第380野戦予備中隊の様に半現役化していた部隊もあった。

## 歴代旅団長
| 代 | 氏名                                                | 着任          | 離任           |
| -- | --------------------------------------------------- | ------------- | -------------- |
| 1  | フリッツ・エッカート陸軍准将 Fritz Eckert           | 1990年12月1日 | 1991年7月23日  |
| 2  | クリスチャン・ミロタット陸軍大佐 Christian Millotat | 1991年7月1日  | 1994年3月31日  |
| 3  | ロルフ・シュナイダー陸軍大佐 Rolf Schneider         | 1994年4月1日  | 1994年12月31日 |
| 4  | ペーター・ネーゲル陸軍大佐 Peter Nagel              | 1995年1月4日  | 1998年9月25日  |
| 5  | アロイス・バッハ陸軍大佐 Alois Bach                 | 1998年9月25日 | 2002年12月31日 |